# چنگیز عبدالله‌اف
چنگیز عبدالله‌اف (ترکی آذربایجانی: Çingiz Abdullayev) نویسنده آذربایجانی و منشی اتحادیه نویسندگان جمهوری آذربایجان است، که در ۷ آوریل سال ۱۹۵۸ در باکو به دنیا آمد.

## زندگی‌نامه
در سال ۱۹۸۵، چنگیز عبدالله‌اف اولین رمان خود را نوشت؛ ولی به خاطر کشف اسرار ناروا در رمان، انتشار آن ممنوع شد. با این وجود، تا سال ۱۹۸۸ از اینکه شرایط سانسور در شوروی سابق تسهیل گردید، این رمان به انتشار رسید.

## معروفیت
وی بیشتر به رمان‌های کارآگاهی‌اش که، در سرتاسر شوروی اسبق محبوبیت داشت و هنوز هم نه تنها در کشورهای مستقل همسود، بلکه در سراسر جهان توجه خوانندگان را به خود جذب می‌کند، شهرت دارد.
رمان‌های عبدالله‌اف بیشتر از سایر نواسندگان اهل جمهوری آذربایجان منتشر شده‌است. کتاب‌های او که، بیش از ۲۰ میلیون نسخه به فروش رسیده‌است، بیشتر حاوی رمان‌های پسیلی و داستان‌های کوتاه نوشته شده به زبان روسی می‌باشد.
وی بیش از ۸۶ اثر، شامل رمان‌ها و داستان‌های کوتاهی نوشته‌است، که به ۱۷ زبان جهان در ۲۳ کشور از جمله کشورهای عضو اتحاد جماهیر شوروی سابق، فرانسه، اسرائیل، سوئد، نروژ، ترکیه، بلغارستان و غیره… ترجمه و چاپ شده‌است. رمان‌های کارآگاهی او که در فهرست صندوق طلایی ادبیات پلیسی جهانی ثبت شده‌اند، عبارتند از: «فرشتگان آبی‌رنگ»، «قانون تبهکاران»، «بودن مقدس بهتر است»، «سایه هرود» و «سه رنگ خون».
چنگیز عبدالله‌اف به جای اینکه از طریق سخنرانی در آذربایجان پول کسب کند، ترجیح می‌دهد، درآمدی را که می‌تواند اینجا به دست بیاورد، به آوارگان جنگ قره‌باغ اهداء کند. وی همچنین در سال ۲۰۱۲، کمپین «توقف خوشنت‌های مردان علیه زنان» را کلید زد.

## نشان‌ها و جوایز
- نشان ستاره سرخ شوروی
- نشان پرچم سرخ کار شوروی
- نشان پرچم سرخ شوروی
- نام افتخاری «نویسنده مردم جمهوری آذربایجان» (۱۲ ژوئیه سال ۲۰۰۵)
- نشان شهرت آذربایجان (۷ آوریل سال ۲۰۰۹)